# مهران جعفری
مهران جعفری زاده ۲۷ آوریل ۱۹۸۵) یک بازیکن فوتبال اهل ایران است.